# أيوانا غاسبار إيفان
أيوانا غاسبار إيفان (بالرومانية: Ioana Gaspar)‏ مواليد 17 أبريل 1983 في تيميشوارا، جمهورية رومانيا الاشتراكية، هي لاعبة كرة مضرب رومانية سابقة وكانت تلعب باليد اليمنى، اعتزلت اللعب في 2010. كما أنها إحدى بطلات الجراند سلام. أعلى تصنيف لها في الفردي كان المركز الـ 258 في سنة 2001. أعلى تصنيف لها في الزوجي كان المركز الـ 310 في سنة 2001.

## روابط خارجية
- أيوانا غاسبار إيفان على موقع رابطة محترفات التنس (الإنجليزية)
- أيوانا غاسبار إيفان على موقع الاتحاد الدولي لكرة المضرب (الإنجليزية)
- أيوانا غاسبار إيفان على موقع كأس بيلي جين كينغ (الإنجليزية)
- أيوانا غاسبار إيفان على موقع خلاصة التنس.كوم (الإنجليزية)